# Mesterháza (Magyarország)

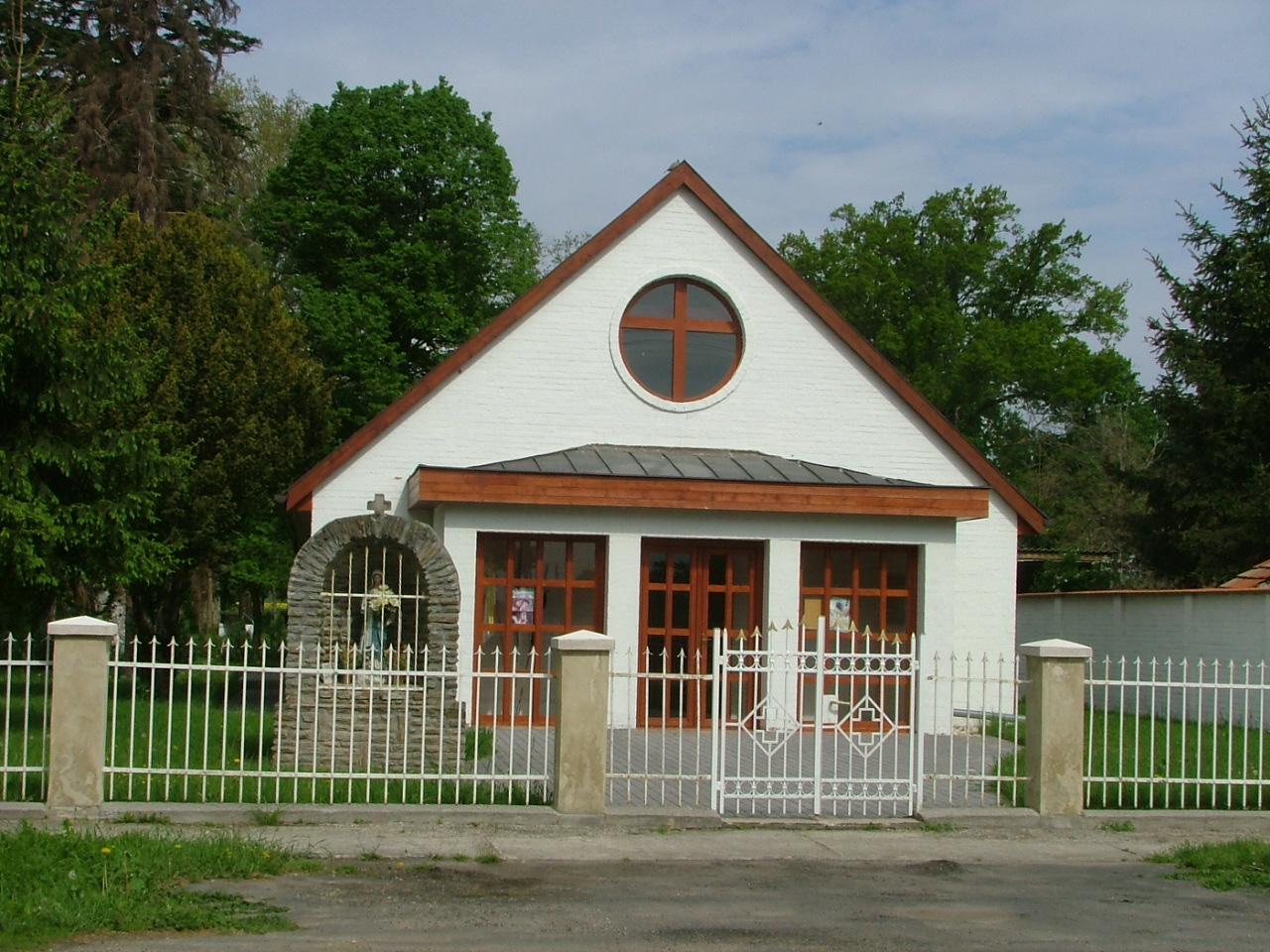
Szent Joachim templom

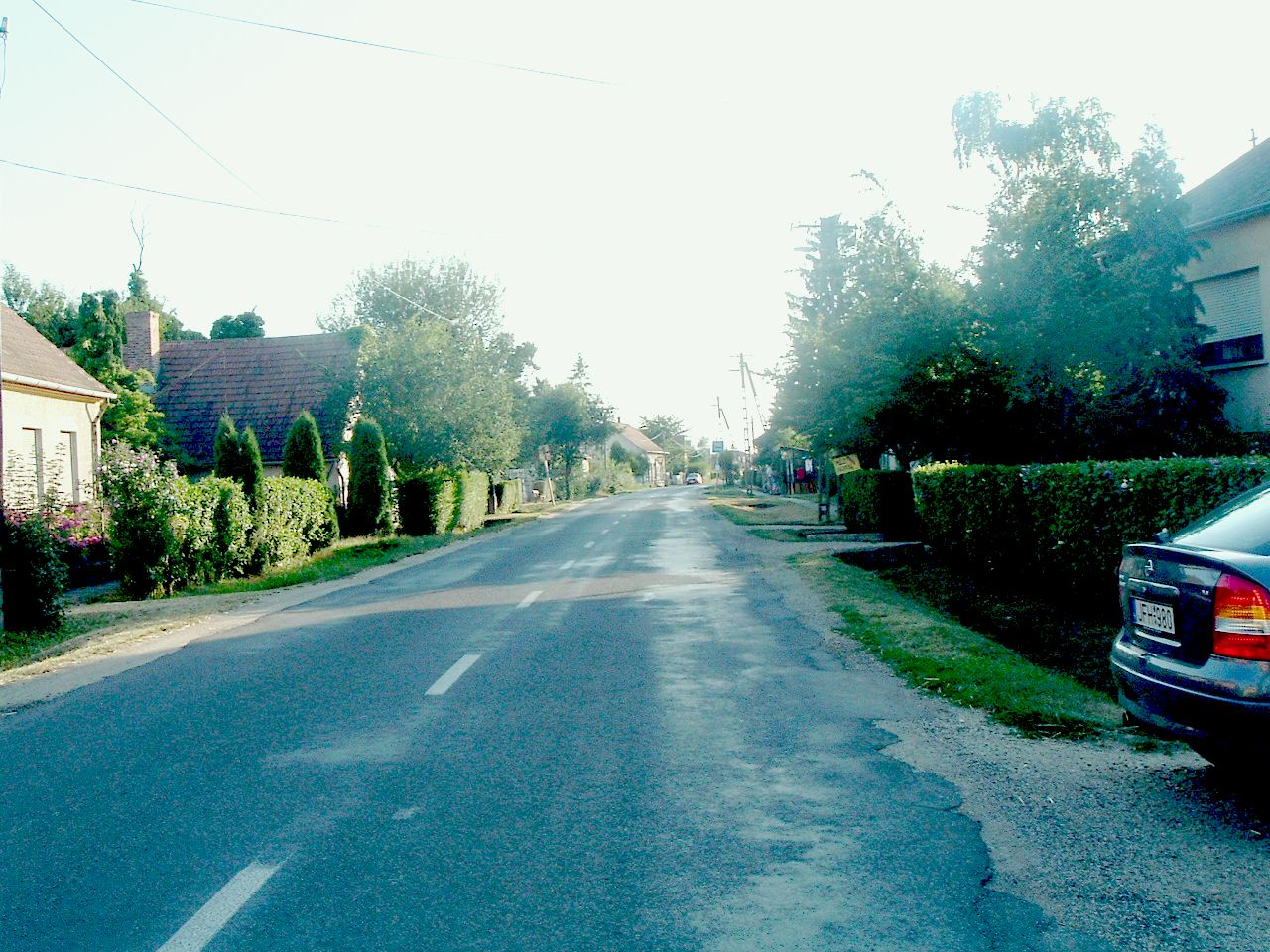
A Petőfi Sándor utca (8614-es út) részlete nyugat felé nézve

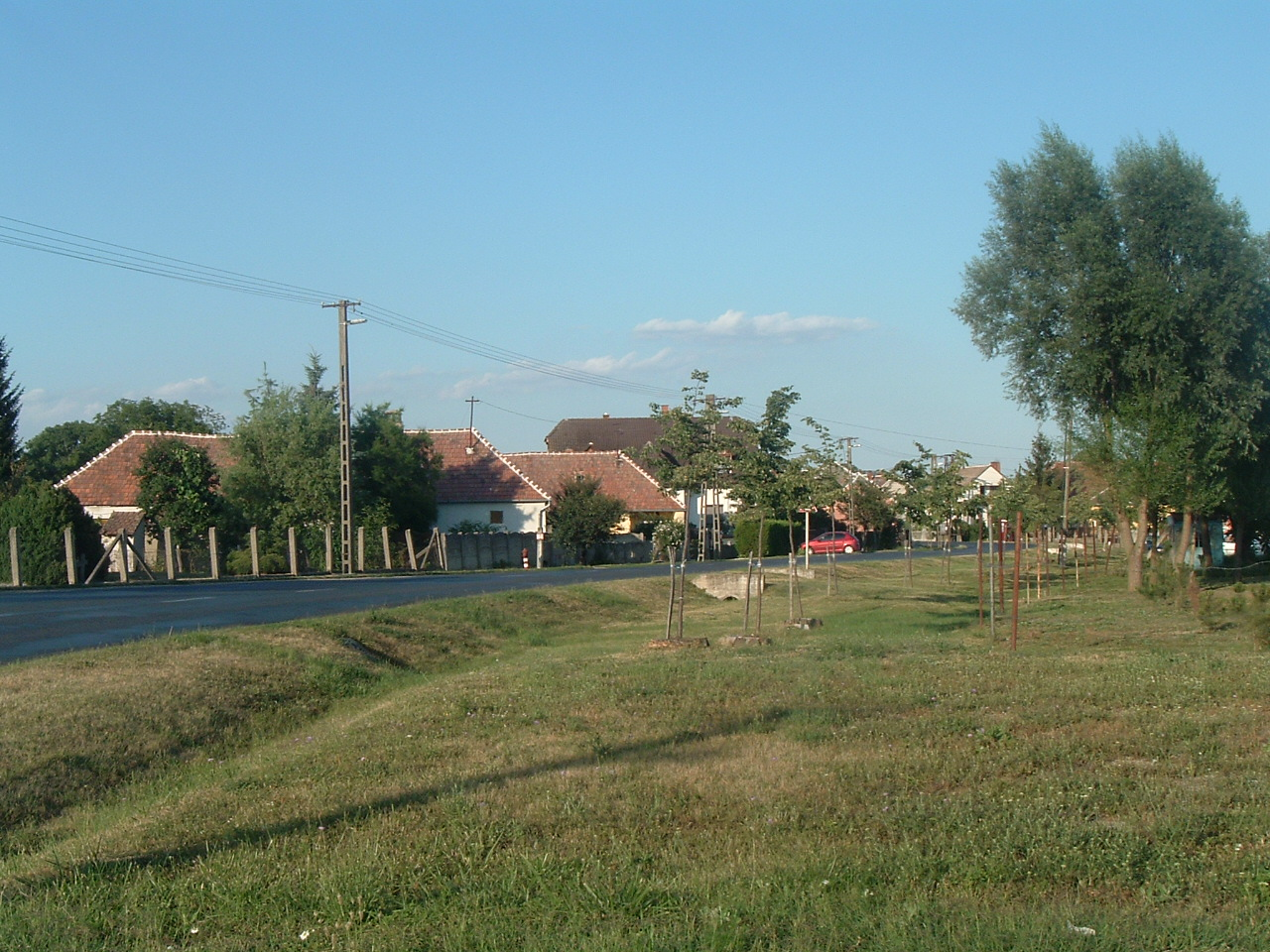
Mesterháza a községi temető irányából (nyugatról) nézve

Mesterháza község Vas vármegyében, a Sárvári járásban.

## Fekvése
A Répce mellett, Sárvártól 15 km-re északnyugatra, Bükfürdőtől 8 km-re keletre fekszik.

## Története
1426-ban Vesterháza alakban említik először. Neve a német eredetű régi magyar Vester személynévből származik. 1433-ban Vesteryazya, Vesterhazya alakban szerepel. 1479-ben említik először mai nevén Mesterhaza alakban. Köznemesi község volt, többször nemesi előnévként fordul elő az írott forrásokban.
Vályi András szerint "MESTERHÁZA. Magyar falu Sopron Várm. földes Urai több Uraságok, lakosai katolikusok, és evangelikusok, fekszik Nemes Ladánynak szomszédságában, és annak filiája, Sopronhoz 4 7/8 mértföldnyire, síkos határja két nyomásbéli, zabot, árpát is terem, szőleje nints, réttye bőven, sok juhokat tenyésztenek.
" 
Fényes Elek szerint "Mesterháza, magyar falu, Sopron vmegyében, Vas vmegye szélén, közel a Répcze vizéhez, Kőszeghez 3 mfd., 80 kath., 130 evang. lak. Róna termékeny határa 978 hold, mellyből szántóföld 590 h., rét 251 h., erdő h., legelő 57 hold. Többen birják."
1910-ben 299 magyar lakosa volt, Sopron vármegye Csepregi járásához tartozott. A községet érintette a Sárvár–Répcevis–Felsőlászló-vasútvonal, amely 1913. november 8. és 1974. május 26. között üzemelt, majd a pályát felszedték.
Az 1950-es közigazgatási reform során Vas megyéhez csatolták.

## Közélete

### Polgármesterei
- 1990–1994: Marton István (független)[7]
- 1994–1998: Marton István (független)[8]
- 1998–2002: Marton István (független)[9]
- 2002–2006: Marton István Sándor (független)[10]
- 2006–2010: Marton István Sándor (független)[11]
- 2010–2014: Marton István Sándor (független)[12]
- 2014–2019: Dohi Zsolt (független)[13]
- 2019–2024: Dohi Zsolt (független)[14]
- 2024– : Dohi Zsolt (független)[1]

A településen a 2024. június 9-i önkormányzati választás után, a polgármester-választás tekintetében nem lehetett eredményt hirdetni, mert szavazategyenlőség alakult ki a hivatalban lévő polgármester, Dohi Zsolt és egyetlen független kihívója, Schmidt László Attila között. Az emiatt szükségessé vált időközi választást 2024. szeptember 15-én tartották meg, kicsivel magasabb részvételi arány mellett, ami a hivatalban lévő polgármesternek kedvezett.

## Népesség
A település népességének változása:
| Lakosok száma | 155  | 152  | 149  | 144  | 146  | 140  | 140  |
|               | 2013 | 2014 | 2015 | 2021 | 2022 | 2023 | 2024 |

A 2011-es népszámlálás során a lakosok 93,3%-a magyarnak, 3,4% németnek, 4% cigánynak mondta magát (3,4% nem nyilatkozott; a kettős identitások miatt a végösszeg nagyobb lehet 100%-nál). A vallási megoszlás a következő volt: római katolikus 64,4%, református 7,4%, evangélikus 14,1%, felekezet nélküli 2% (11,4% nem nyilatkozott).
2022-ben a lakosság 94,5%-a vallotta magát magyarnak, 4,8% cigánynak, 1,4% németnek, 0,7% horvátnak, 1,4% egyéb, nem hazai nemzetiségűnek (5,5% nem nyilatkozott; a kettős identitások miatt a végösszeg nagyobb lehet 100%-nál). Vallásuk szerint 45,2% volt római katolikus, 11% evangélikus, 4,1% református, 0,7% görög katolikus, 0,7% egyéb katolikus, 1,4% felekezeten kívüli (36,3% nem válaszolt).

## Nevezetességei
- Szent Joachim templom.[18]
- Jekelfalussy-kastély, Petőfi Sándor utca 9., helyreállítva, udvara timpanonos kerti házat rejt.
- Mesterházy Pál-kúria, Petőfi Sándor utca 15., jelenleg romos állapotú.
- Mesterházy Ferenc-kúria, Petőfi Sándor utca 21., felosztották lakásokká.
- Mesterházy kripta a temetőben.

## Híres emberek
- Itt született 1811. április 23-án és itt halt meg 1854. december 8-án Mesterházy István honvéd ezredes. Emlékét obeliszk őrzi a temetőben.
- Itt született 1873-ban Mesterházy Ernő magyar jogász, mezőgazdász, evangélikus egyházkerületi felügyelő, politikus, 1918-tól 1919-ig Sopron vármegye kormánybiztos-főispánja, 1935-1944 között felsőházi tag.